# Човекоядно дърво
Като „човекоядно дърво“ са определяни различни легендарни хищни растения, достатъчно големи да убият и погълнат човек или друго голямо животно.. Няма доказателства, че такива растения съществуват, въпреки че има документирани редица непотвърдени сведения. Темата за човекоядни растения присъства в много литературни творби и филми.

## Човекоядното дърво от Мадагаскар
През 1881 г. немският изследовател Карл Лихе описва ритуал на племето Мкодо в Мадагаскар, при който млада девойка е принесена в жертва на гигантско хищно растение. 
През 1924 г. губернаторът на Мичигън Чейс Осбърн пише книга, озаглавена „Мадагаскар: земята на човекоядното дърво“ (Madagascar, Land of the Man-eating Tree), в която твърди, че местните племена и мисионерите в Мадагаскар знаят за съществуването на човекоядно дърво, и повтаря описанието на Лихе.
Съществуването на такова дърво е отречено от ботаниците. В своята книга „Саламандрите и други чудеса“ (Salamanders and other Wonders, 1955) авторът на научна литература Уили Лей утвърждава, че племето Мкодо, Карл Лихе и човекоядното дърво са измислици. Има предположения, че описаният вид е мадагаскарски дървесен ендемит, който в действителност не е хищно растение.

## Я-Те-Вео
Я-Те-Вео (Ya-Te-Weo, което в превод означава „Виждам те“) е вид човекоядно дърво, за което се твърди, че се среща в Южна и Централна Америка. Съществуват различни описания, като най-често е представено с невисок, дебел ствол и ластари, които използва за хващане на плячката. Скептиците смятат, че Я-Те-Вео е обикновено хищно растение, преувеличено в разказите на индианците.

## Дуняк
Дуняк (Duñak) е растение с големи размери, описано във фолклора на жителите на Филипините. За него се разказва, че когато животно или човек стъпи на зелените му, мъхести листа, растението „изплюва“ своите пипала, които наподобяват клони, но са еластични и покрити с бодли, за да задържат плячката. После то ги увива около жертвата и инжектира в нея сокове, които разлагат месото.
Някои криптоботаници считат, че е възможно растението да е едър вид росянка, въпреки че такова растение би могло да лови животни не по-големи от жаби или дребни бозайници. Друго обяснение е, че историите за необичайното дърво просто пресъздават как ловува характерен за региона вид питон.